# Win-winsituatie
Win-winsituatie betekent dat beide partijen voordeel halen uit een bepaalde situatie. De term behoort tot het jargon van management- en marketing, maar een win-winsituatie is in principe de bedoeling van elke juridische overeenkomst en politieke overeenkomst, en vaak op afspraken van allerlei aard (hoewel de term afspraak ook wel eufemistisch wordt gebruikt voor een eis van de machtigste partij, waar de zwakste partij noodgedwongen mee instemt, en dan is de term minder van toepassing). Het staat hiermee tegenover een Nulsomspel (zero sum game) waarbij de winst van de ene leidt tot verlies van de ander.

## Voorbeeld
De verkoop van een product of dienst is gericht op het creëren van een win-winsituatie. Zo kan de verkoop van een mobiele telefoon in combinatie met het juiste abonnement tot een win-winsituatie leiden:
- De consument heeft een telefoon en kan bellen, iets wat hij wil (= win)
- De leverancier heeft een telefoon verkocht en een abonnement afgesloten, de leverancier verdient geld (= win)

Er is nu een win-winsituatie ontstaan. 
Als de leverancier een verkeerd abonnement bij de telefoon heeft verkocht is er geen win-winsituatie:
- De consument heeft een te groot abonnement en maakt te veel kosten, hij is dan dus ontevreden over de dienst
- De leverancier is er zeker van dat de consument aan het einde van de contractperiode een klant kwijt zal raken.